# 二胚動物
二胚動物（にはいどうぶつ, Phylum Dicyemida）、または菱形動物（りょうけいどうぶつ、Rhombozoa）は底生の頭足類の腎嚢に寄生（片利共生）する小さな動物であり、独立した動物門（二胚動物門）として扱われる。生活史に2種類の幼生（胚）があることから、総称してニハイチュウ（二胚虫、英: dicyemids）と呼ばれる。
体の大きさは数 mm（ミリメートル）で、体を構成する細胞は多細胞動物の中で最少である。従来、二胚動物は直泳動物門と共に中生動物門に分類されてきたが、分子系統学によって螺旋卵割動物（冠輪動物）に含まれることが明らかとなった。これまで全世界の頭足類約25属から3科8属約140種の二胚動物が確認されている。最大級の種はオオニハイチュウ Dicyemnnea megalosomum Furuya, 2018で、全長15.2 mmであり、体皮細胞数が47個のツノモチダコニハイチュウ Dicyemennea moritakii Furuya, 2018は発見されている中で最も細胞数の多い種である。

## 研究史

### 発見と中生動物

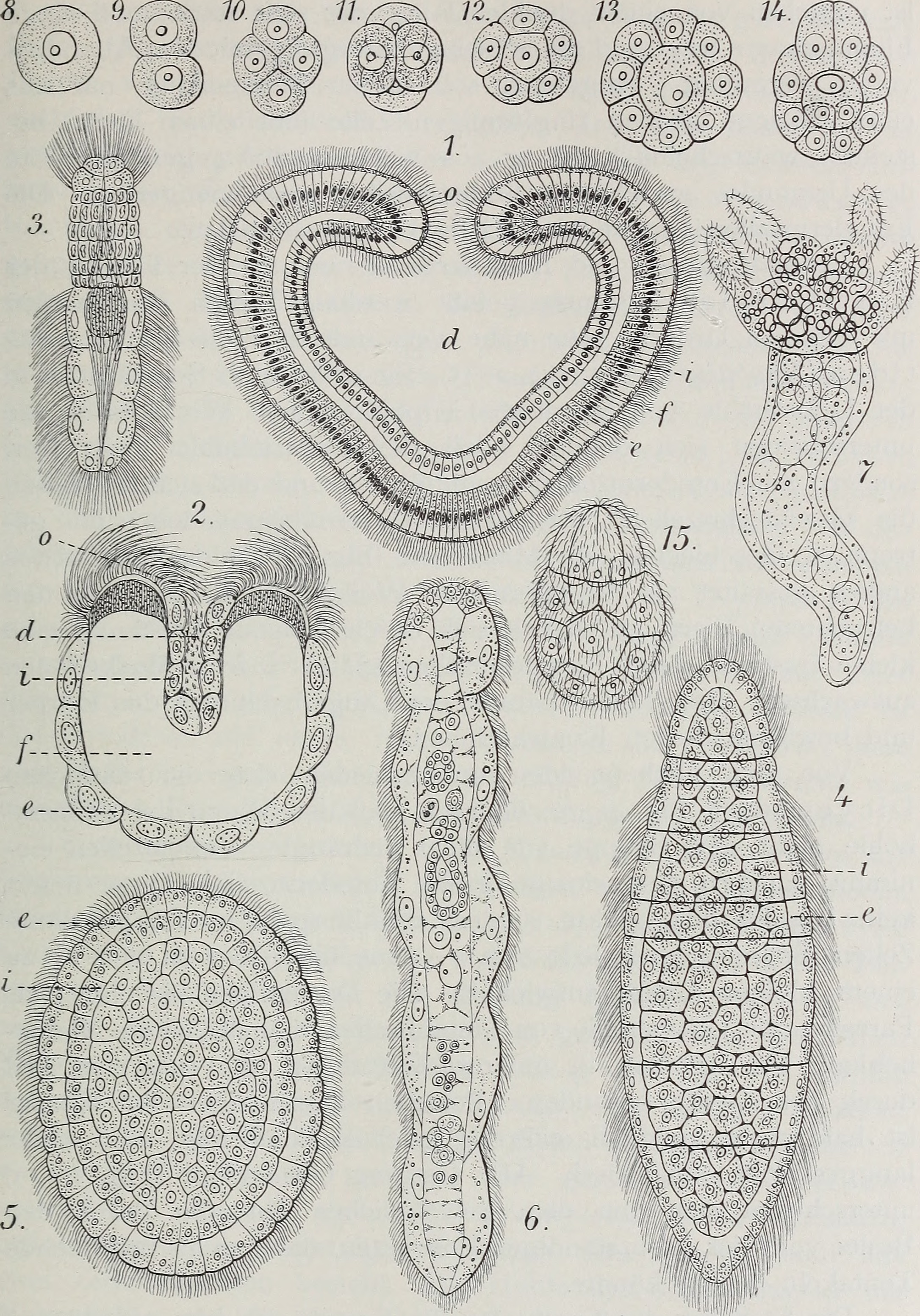
エルンスト・ヘッケル（1910）によるスケッチ。Fig. 6.は、Fig. 7.は

最初の記録は1787年、イタリアのFilippo Cavoliniがタコの体内からウナギのような姿をした動物とともに球状のインフゾリアを観察したというものである。1839年、ドイツのAugust Krohnはその存在を詳細に記録した。1849年、スイスのアルベルト・フォン・ケリカーは生活史に2種類の幼生があることから、δι = 2, χυημα = 胚 (embryo）という意味のDicyemaと名付けた。その後1876年、ベルギーの研究者 Édouard van Benedenは、Dicyemaを含む数属を新たな目 Dicyemides van Beneden, 1876 に含め、ニハイチュウを系統進化上、原生動物と後生動物の中間に位置すると考え、中生動物を設立した。古屋（2004b）によると、これはニハイチュウが示す簡単な体制から、後生動物の起源的動物をイメージしたと考えられている。1882年、van Benedenは中生動物門にチョクエイチュウ（直泳虫、またはチョクユウチュウ、直游虫）を含め、ニハイチュウ類をRhombozoa、チョクエイチュウ類をOrthonectidaとして2目をこの門に置いた。

### 寄生退化説と反論
van Benedenがニハイチュウを原始的な多細胞動物とした（原始的多細胞動物説）のに対し、1922年にLameereや1937年・1954年にStunkard、そして1947年にヌベル (Nouvel)は扁形動物の吸虫類が寄生生活に適応したため体制が単純化したとする寄生退化説を唱えた。特にStunkardは1937年にはニハイチュウ類を「退化または極めて特殊化した扁形動物で、現生の何れの扁形動物でもなく、それらの祖先形を持つ動物から由来した動物群」、また1954年に「渦虫類・二胚虫類・吸虫類・条虫類はプラヌラ planulaに似た仮想的な共通祖先に由来する」と論述した。これに対し1959年にHymanはこの見解を「論理的に、退化した扁形動物がその祖型動物ではありえない」と鋭く反論し、「ニハイチュウ類がプラヌラ様祖型動物の状態に留まっているということの容認であり、ニハイチュウ類が扁形動物の退化型であるとする先の見解と矛盾する」とし、加えて吸虫類と同様な生息場所を占めるにも拘らず吸虫以上に退化した体制を持つことへの説得性の不足を指摘した。

### 系統解析
1960年代には核酸研究が進展し、核酸の塩基総量に対するグアニンとシトシンの合計量（GC含量）は同種の生物では一定で、近縁の生物ではよく似ていることが知られるようになった。1974年にLapanとMorowitzはDicyemennea 属ニハイチュウのGC含量の比較による系統解析を行ったところ、ニハイチュウのGC含量は23%で、それまで知られていた他の生物のGC含量は原生動物である繊毛虫類の22-35%、鞭毛虫類の45-60%、縮小条虫 Hymenolepis diminuta (Rudolphi, 1819)では36%、タコの肝臓に寄生する四吻目の条虫では47%であったため、繊毛虫類との類縁性を示唆した。また、1987年には、堀寛と大澤省三による5SrRNAの塩基配列の比較による系統解析が行われ、もっとも原始的な多細胞動物とされ、前者の説を支持した。しかしこれらの手法は今日では系統解析に適さないと考えられており、逆に1995年の片山らによる18SrDNAに基づく研究では扁形動物の一員に位置付けられ、1999年の小林らによるHox遺伝子の分子系統学的解析ではニハイチュウは三胚葉動物の、特に螺旋卵割動物であると示された。
2017年のLuらによる解析では、直泳動物門の姉妹群であることが示された。この2門はMesozoaと呼ばれるクレードを構成し、このクレードは吸啜動物（腹毛動物門+扁形動物門）の姉妹群、もしくは側系統の腹毛動物門から分岐していることが示唆された。一方で、2018年のSchifferらによる解析では、直泳動物門は環形動物門の一部であり、二胚動物門の姉妹群ではないことが示唆され、謎は深まるばかりである。

## 下位分類

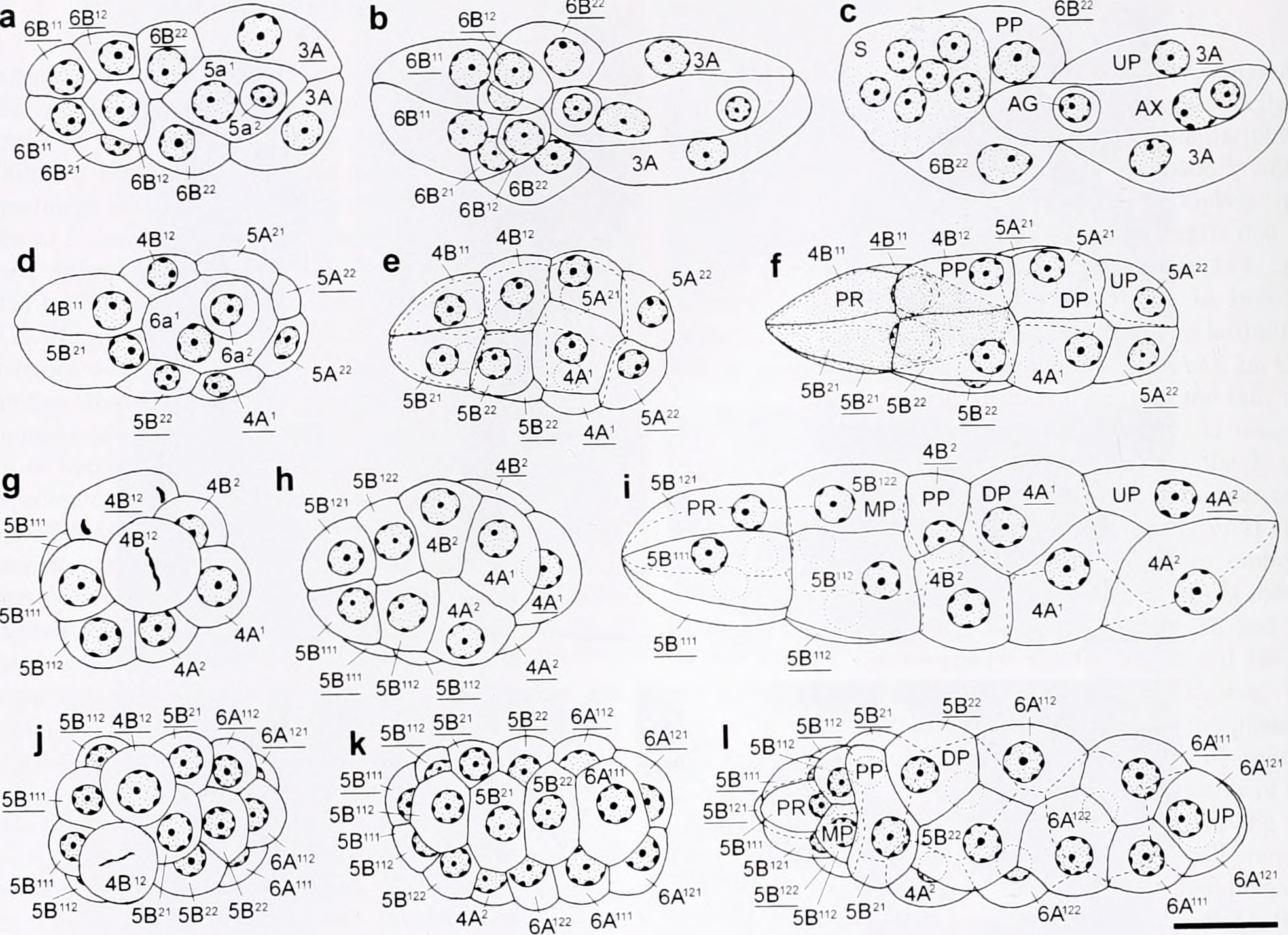
各種の蠕虫型幼生。(a)-(c):Microcyema vespa, (d)-(f):Conocyema polymorpha, (g)-(i):Dicyema apalachiensis, (j)-(l):Pseudicyema nakaoi

現在の二胚動物門の下位分類は以下の通りとなっている。ニハイチュウ類の分類は、外形や頭部形態の特徴などの形態的な指標に加え、極帽の細胞数、体皮細胞数や幼生の細胞数といった体を構成する細胞数の違いを指標としている。これはニハイチュウが種によって一定の細胞数を持っていることを利用している。特に属を分類する指標は極帽を構成する細胞数とその配列、種を分類する指標は極帽の形態、体皮細胞の総数、滴虫型幼生の細胞総数、芽胞嚢細胞の核数とされる。このうちディキエマ属はニハイチュウ類最大のグループで、全種数の約6割を占めている。次いでDicyemennea 属が多く、2属を合わせると全ニハイチュウ類の9割を超える種数となる。
- Phylum Dicyemida 二胚動物門
  - Family Conocyemidae コノキエマ科
    - genus Conocyema van Beneden, 1882[26]
    - genus Microcyema van Beneden, 1882[26]

  - Family Dicyemidae van Beneden, 1882[27] ニハイチュウ科
    - genus Dicyema von Kölliker, 1849[27] ディキエマ属[28]
    - genus Dicyemennea Whitman, 1883[27]
    - genus Dicyemodeca (W. M. Wheeler, 1897) Bogolepova, 1957[29]
    - genus Dodecadicyema Kalavati & Narasimhamurti, 1979[27]
    - genus Pseudicyema Nouvel, 1933[27]

  - Family Kantharellidae Czaker, 1994[30] カンタレラ科
    - genus Kantharella Czaker, 1994[30]

これらの科は、極帽を構成する細胞の特徴によって分けられており、コノキエマ科は極帽を構成する細胞は1層なのに対し、ニハイチュウ科とカンタレラ科は極帽を構成する細胞は2層である。

## 生態
ニハイチュウは底生の頭足類（特にタコ類とコウイカ類）の腎嚢に取り付き、寄生生活を行っている。ニハイチュウの有無による宿主の頭足類の形態上の違いは見受けられず、宿主はニハイチュウの寄生による害を被っていないと考えられる。また、逆にそれにより利益を得ているわけでもないようであるため、ニハイチュウは頭足類に対し片利共生の関係にあると考えられる。宿主の腎嚢内で頭部あるいは体全体を腎臓の細尿管の間の腔所に挿入し、頭足類が排出する尿の成分を体表から摂取する。また、体皮細胞の表面にある繊毛の繊毛運動により尿中を遊泳したり腎嚢内の腔所を移動する。
また、底生の頭足類にニハイチュウが見られるのに対し、外洋性の頭足類にはニハイチュウは少なく、代わりに原生動物の繊毛虫であるクロミディナ Chromidina が見られる。コウイカ類では、ニハイチュウ類はクロミディナ類と共存することが普通で、小型のものではクロミディナのほうが優勢である。例外的に遊泳性のアオリイカ、スルメイカなどのツツイカ類にもニハイチュウがみられることがある。

### 生活環
ニハイチュウの生活環には無性生殖と有性生殖のサイクルが見られる。無性的に発生する幼生を蠕虫型幼生（ぜんちゅうがたようせい、vermiform larva, vermiform embryo、蠕虫型胚）、有性生殖により受精卵から発生する幼生を滴虫型幼生（てきちゅうがたようせい、infusoriform larva, infusoriform embryo、滴虫型胚）と呼ぶ。ニハイチュウの名はこの2種類の幼生（胚）をもつことから名付けられている。いずれの幼生も成体の体の内部にある1個の軸細胞の中で発生し、体が完成すると生体から抜け出す。成体のうち、体内に蠕虫型幼生を生じる個体をネマトジェン（nematogen、通常無性虫（つうじょうむせいちゅう））、滴虫型幼生を生じる個体をロンボジェン（rhombogen、菱形無性虫（りょうけいむせいちゅう））と呼び、これらの成体と蠕虫型幼生はともに長虫状をなし、蠕虫型個体（ぜんちゅうがたこたい）としてまとめられ、滴虫型幼生と形態的に大別される。蠕虫型段階は宿主の腎嚢内で成長と増殖が完結するのに対し、滴虫型段階は新宿主への到達と感染に関わる。
宿主内のニハイチュウの個体数が多くない段階ではロンボジェンはほとんど存在せず、ネマトジェンが無性生殖により蠕虫型幼生を生じ、個体数を増やす。個体群密度が増大すると、蠕虫型個体はロンボジェンに相転換し、有性生殖のサイクルに移行すると考えられている。ロンボジェンはインフゾリゲン（infusorigen）と呼ばれる両性腺を備え、そこから形成された卵と精子で自家受精を行い、滴虫型幼生を生じる。滴虫型幼生は宿主の尿とともに外界の海水中へ放出されるが、どのようにして新宿主の腎嚢に達するのかはわかっていない。また、滴虫型幼生はネマトジェンに変態する際、軸細胞を3個持つステムネマトジェン（stem nematogen、幹蠕虫型無性虫（かんぜんちゅうがたむせいちゅう））を生じるとされているが、その形成過程やその後の発生についても未だ分かっていない。

## 生理
ニハイチュウには組織や器官と呼べる構造はなく、飲作用や細胞膜を介しての能動輸送や拡散により栄養摂取や老廃物の排出等を行っていると考えられる。

### 環境と生存率
宿主から尿を抽出し、濾過滅菌したものと、天然海水を濾過した海水を用意し、ともに14℃で各ステージのニハイチュウを入れると、滴虫型幼生はどちらでも2日間以上生存した個体が少なかった。ネマトジェンでは尿中では10日間以上生存するのに対し、海水中では5日間以上生存した個体は見られないという結果になった。また、ヤマトニハイチュウ Dicyema japonicumの滴虫型幼生では、海水の温度が28℃のときは50%生存期間は12時間で21時間以上生存した個体はいなかったのに対し、14℃のときは50%生存期間は42時間で最大生存期間は60時間であった。

### ネマトジェンとロンボジェンの相互転換
LapanとMorowitzの実験では、人工培養液中で固体密度を上げると約1日でネマトジェンが滴虫型幼生を形成し始めてロンボジェンに転換し、個体群密度を元に戻すとロンボジェンがネマトジェンになる逆の転換が起こることが確認された。ネマトジェンからロンボジェンへの転換中個体の軸細胞内にはインフゾリゲンと発生中の滴虫型幼生、そして退化中の蠕虫型幼生が混在する。しかし個体群密度上昇による相転換が何により引き起こされているかは明らかになっていない。

## 形態

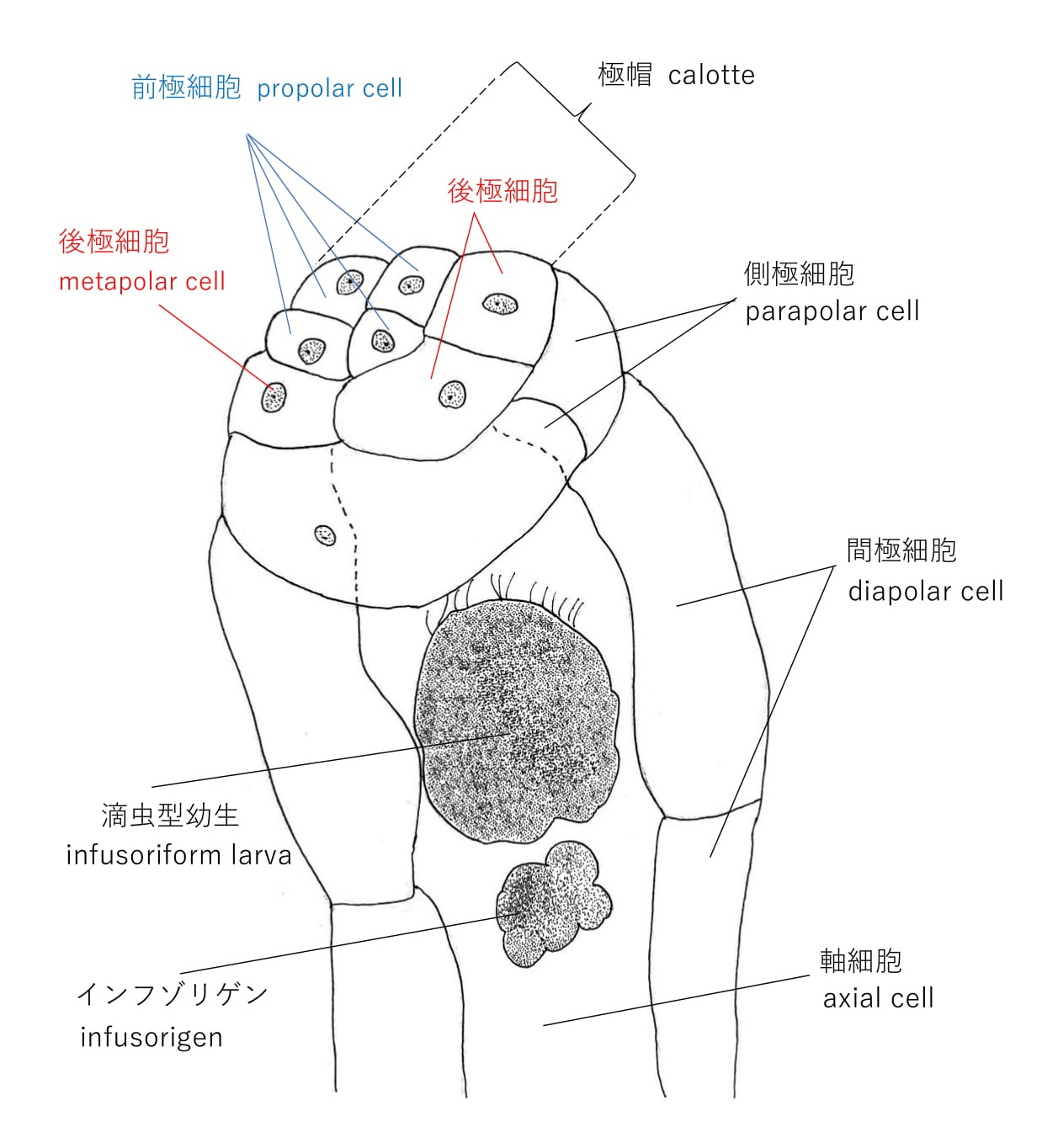
ニハイチュウ Dicyema sp. （ロンボジェン）の頭部のスケッチと、各部の名称

生活環の項で記述の通り、形態的に成体（ネマトジェン・ロンボジェン）と蠕虫型幼生からなる蠕虫型個体と、滴虫型幼生に区別でき、どちらも組織や器官と呼べる構造を持たない。

### 成体の体制
成体（あるいは蠕虫型個体）の形態はネマトジェン、ロンボジェンに拘らずほぼ共通で、極帽と呼ばれる頭部とそれに続く胴部を持つ。また、体の構造は内外2層で非常に単純であり、内部は1個の軸細胞 (じくさいぼう、axial cell)と呼ばれる1個の円筒形の細胞、外側は繊毛を持つ体皮細胞 (たいひさいぼう、peripheral cell)と呼ばれる1層の細胞群に覆われている。極帽 (きょくぼう、calotte)は通常8ないし9個の体皮細胞からなり、繊毛を密生している。極帽の体皮細胞は前極細胞 (ぜんきょくさいぼう、propolar cell)と後極細胞 (こうきょくさいぼう、metapolar cell)と呼ばれ、前者は通常4個、後者は4-5個存在する。胴部は側極細胞、間極細胞、尾極細胞と呼ばれる体皮細胞と軸細胞からなる。側極細胞 (そっきょくさいぼう、parapolar cell)は極帽に続く2個の体皮細胞で、尾極細胞 (びきょくさいぼう、uropolar cell)は体の最後端の2個の体皮細胞であり、その間を埋める全ての体皮細胞が間極細胞(かんきょくさいぼう、diapolar cell)と呼ばれる。後方の体皮細胞は栄養分を蓄積し、肥瘤細胞（ひりゅうさいぼう、verruciform cell）となることがある。蠕虫型個体には体内に腔所はなく、組織を持たない。

### 滴虫型の体制
蠕虫型個体に比べ滴虫型幼生は細胞数が多く、体制はかなり複雑である。滴虫型幼生の体は卵形で、後半に繊毛を具えている。前端の2細胞は頂端細胞（ちょうたんさいぼう）と呼ばれ、各1個ずつ屈光体 (くっこうたい、refringent body)を持つ。この小体は強度に中和されたイノシトール6リン酸のマグネシウム塩（C6H6P6O24Mg6・50H2O）という単一の化合物からなる。体内に腔所を持たない蠕虫型個体に対し、滴虫型幼生は体内に芽胞嚢腔 (がほうのうこう、urn cavity)をもつ。その内部には後側を嚢壁細胞 (のうへきさいぼう、capsule cell)により覆われた芽胞嚢細胞 (がほうのうさいぼう、urn cell)があり、それらはそれぞれ1個ずつ芽胞細胞 (がほうさいぼう、germinal cell)を内蔵している。芽胞嚢腔の壁の一部を作る腹内細胞 (ふくないさいぼう、ventral internal cell)は腔内に向けて細胞表面に繊毛を備え、その細胞質にはPAS染色陽性でアミラーゼによって分解されない多数の顆粒がある。

## 発生
ニハイチュウの発生は無性生殖・有性生殖ともに成体（無性虫）の軸細胞内でおこり、蠕虫型幼生および滴虫型幼生が発生する。このような発生現象は他の後生動物からは知られていない。軸細胞内には様々な発生段階の胚が存在しており、いずれの胚も完成の都度、体外へ放出されて幼生となる。放出の際、軸細胞の傷口はすぐに修復される。ニハイチュウの発生は非常に簡単であるが、プログラム細胞死が見られるなど厳密にプログラムされていることが知られている。

### 蠕虫型幼生の発生
Dicyema balamuthi を用いた実験では、蠕虫型幼生はネマトジェンの軸細胞内で軸芽細胞 (じくがさいぼう、axoblast)と呼ばれるアガメート（agamete、非配偶体）から無性的に生じる。初期発生は螺旋卵割に類似した分裂で進行し、5細胞期以降は左右相称型に移行する。有糸分裂によって増殖する軸芽細胞のうち、胚発生に向かうものは不等分裂を行い、大小2個の細胞となる。大細胞が一度分裂を休止する間、小細胞が均等分裂を繰り返し、そこでできた娘細胞が大細胞を取り囲む。大細胞は小細胞に取り囲まれると極端な不等分裂を行ってクロマチンを放棄し、更に不等分裂を行うが、その際小さい方の細胞は大きい方の細胞内に取り込まれる。この大きい方の細胞は軸細胞となって分裂することなく伸長し、小さい方の細胞は最初の軸芽細胞となってその数を増し、軸細胞の外側を取り囲む小細胞はその種に固有の細胞数となるまで有糸分裂を行う。小細胞は極帽を作る細胞と胴部を覆う体皮細胞に分化し、細胞表面に繊毛を生じることで蠕虫型幼生が完成する。
ヤマトニハイチュウ Dicyema japonicum およびコンボウニハイチュウ Dicyema clavatum を用いた実験では、体外に出た蠕虫型幼生はネマトジェンとなるが、体皮細胞数は変化せず、各細胞の肥大・伸長により成長することが解っている。

### インフゾリゲンの発生
インフゾリゲンの発生も蠕虫型幼生の発生と同様に軸芽細胞から起こる。腎嚢内の個体群密度が高まると、それまで蠕虫型幼生を作っていた軸芽細胞の1個が不等分裂を行い、小さい方の細胞は細胞質を失って軸細胞内に留まるが、大きい方の細胞がインフゾリゲンを形成する。
ヤマトニハイチュウ Dicyema japonicum を用いた実験では、インフゾリゲンとなる細胞はさらに不等分裂によって大小の細胞に分かれ、大きい方の細胞は均等分裂を行ってインフゾリゲンの軸細胞と卵原細胞を生じ、小さい方の細胞は精原細胞となる。これ以降、インフゾリゲンの軸細胞は分裂を行わず肥大し、細胞質内に精原細胞を取り込む。卵原細胞はインフゾリゲンの軸細胞の表面に留まって均等分裂を繰り返し、卵系列（それ以降の卵原細胞と第1卵母細胞を生じる細胞系列）の始祖となる。第1卵母細胞は減数分裂を行うが、第1分裂前期に入ると精子の侵入を待ち分裂を一時停止する。一方、インフゾリゲンの軸細胞内の精原細胞は均等分裂を繰り返し、以後の精原細胞と第1精母細胞を生じる細胞系列の始祖となる。第1精母細胞は減数分裂を行い精細胞となって、直ちに変形し直径約2 µm（マイクロメートル）の精子となる。完成した精子は鞭毛をもたずアメーバ運動により移動し、インフゾリゲンの軸細胞から出てその表面に位置する直径約12 µmの第1卵母細胞内に侵入して受精卵を生じる。

### 滴虫型幼生の発生
滴虫型幼生はインフゾリゲン内で分化した卵と精子の自家受精により受精卵から発生する。精子の侵入を受けた第1卵母細胞は減数分裂を再開し、極体を放出して両核の合体が起こる。受精卵はインフゾリゲンから脱出し、発生を続けながらロンボジェンの軸細胞内で体の両極端に移動する。卵割様式は等全割で、初期発生は螺旋卵割であり、24細胞期以降左右相称型に移行する。

## 分布
ニハイチュウをもつ頭足類が分布する海域は温帯から南極沿岸にかけてが多く、熱帯から亜熱帯の頭足類には寄生率が低い傾向がある。日本では、沖縄沿岸の珊瑚礁に棲むワモンダコ Octopus cyanea Gray, 1849、シマダコ Callistoctopus ornatus (Gould, 1852)、アナダコ Octopus oliveri (Berry, 1914)、オオマルモンダコ Hapalochlaena lunulata (Quoy & Gaimard, 1832)、および紀伊半島南部の岩礁に棲息するマメダコ Octopus parvus Sasaki, 1917 やサメハダテナガダコ Callistoctopus luteus (Sasaki, 1929) といった種にはニハイチュウが寄生していない。Hochberg (1990)によると、熱帯地域に生息する頭足類にニハイチュウ類が見られないのは緯度あるいは海水温と関係があると考えられてきた。ところが沖縄沿岸の珊瑚礁から砂泥にかけて生息するコブシメ Sepia latimanus Quoy & Gaimard, 1832 や台湾沿岸の砂泥に生息するスナダコ Amphioctopus kagoshimensis (Ortmann, 1888) やトラフコウイカ Sepia pharaonis Ehrenberg, 1831にはニハイチュウ類が確認されており、低緯度海域にニハイチュウが見られないのは海水温だけでなく宿主が棲息する底質の違いにもよるのではないかと考えられている。

### 寄生率
温帯海域の砂泥に生息する頭足類では、ニハイチュウ類の寄生率は高く、成熟したマダコやイイダコではほぼすべての個体に寄生している。また、寄生率は宿主のサイズによっても異なる場合があり、マダコでは、小さな個体の寄生率はかなり低く、サイズが大きくなるにつれて100%に近くなる。イイダコでは507個体中、506個体において寄生が確認された。逆に寄生率の低い宿主の頭足類はミミイカで、これは本来ミミイカはニハイチュウの宿主ではなく、生態が似ている他の頭足類から誤感染したためと考えられる。

## 日本近海のニハイチュウ相
日本沿岸に普通に見られるニハイチュウ類はニハイチュウ科に属するディキエマ属 Dicyema、Dicyemennea、Dicyemodeca および Pseudicyemaである。
日本産のニハイチュウは1938年、中尾 (Yoshio Nakao)とヌベル (Henri Nouvel)らによってはじめて記載された。それはヌベルが東京帝国大学の三崎臨海実験所を訪れた際、マダコとアオリイカからそれぞれ発見したミサキニハイチュウ Dicyema misakiense およびアオリイカニハイチュウ D. orientale である。ヌベルは1947年にも記載し、それまでで2属4種が報告された。さらに1992年の古屋らの研究により6種となり、1999年の古屋の報告により、新たに14種が記載され、4属20種となった。Furuya (2017)では4属45種（うち6種は未記載）が挙げられている。そして2018年に新たに11種が記載された。現在までに日本沿岸産の頭足類25種から未記載種を含む約60種のニハイチュウが確認されているが、未調査の底生の頭足類は50種にもおよび、宿主特異性を持ち各頭足類から複数の種が見られることから、日本には100種以上のニハイチュウが存在すると考えられている。なお、日本ではマダコに寄生するヤマトニハイチュウ Dicyema japonicum が最も容易に観察できる。

### 凡例
宿主となる頭足類 [和名 学名]
それに寄生するニハイチュウ類 [(あるものは)和名 学名]

### 八腕形上目を宿主とするニハイチュウ類

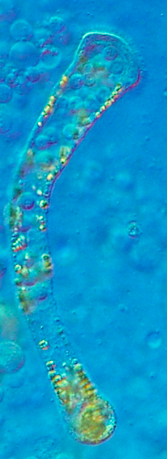
コンボウニハイチュウ の顕微鏡写真

本項では八腕形上目（タコ類）に寄生する日本近海産ニハイチュウ類を挙げる。その他、未記載種であるがイッカクダコ Scaeurgus patagiatus Berry, 1913、シコクダコ Octopus alatus (Sasaki, 1920)などからもニハイチュウ類が見つかっている。また、Conocyema 属の種は近年までは日本の頭足類から見つかっていないと考えられていたが、近年ではイッカクダコやシコクダコなどから3種の未記載種が報告されている。
ヨツメダコ Amphioctopus areolatus (de Haan, 1840)
ドングリニハイチュウ Dicyema balanocephalum Furuya, 2006
ヨツメダコニハイチュウ Dicyema leiocephalum Furuya, 2006
イイダコ Amphioctopus fangsiao (d'Orbigny, 1839)
イクビニハイチュウ Dicyema colurum Furuya, 1999
ベニニハイチュウ Dicyema erythrum Furuya, 1999
アカシニハイチュウ Dicyema akashiense Furuya, 2006
アワジニハイチュウ Dicyema awajiense Furuya, 2006
クギニハイチュウ Dicyema helocephalum Furuya, 2006
スナダコ Amphioctopus kagoshimensis (Ortmann, 1888)
イリノニハイチュウ Dicyema irinoense Furuya, 2005
トサニハイチュウ Dicyema tosaense Furuya, 2005
フウセンニハイチュウ Dicyema sphaerocephalum Furuya, 2005
テナガダコ Callistoctopus minor (Sasaki, 1920)
コンボウニハイチュウ Dicyema clavatum Furuya & Koshida, 1992
サイズチニハイチュウ Dicyema sphyrocephalum Furuya, 1999
ツツガタニハイチュウ Dicyema dolichocephalum Furuya, 1999
ミズダコ Enteroctopus dofleini (Wülker, 1910)
ヌベルニハイチュウ Dicyemennea nouveli McConnaughey, 1949
ミズダコニハイチュウ Dicyemennea anthinocephalum Furuya, 1999
アマダコ Enteroctopus hongkongensis (Hoyle, 1885)
オタマニハイチュウ Dicyemennea gyrinodes Furuya, 1999
シャリンニハイチュウ Dicyemennea trochocephalum Furuya, 1999
ヘビニハイチュウ Dicyemennea ophioides Furuya, 1999
マツバダコ Octopus sasakii Taki, 1942
マツバダコニハイチュウ Dicyema shimantoense Furuya, 2008
ツリガネニハイチュウ Dicyema codonocephalum Furuya, 2008
ムギワラボウニハイチュウ Dicyema pileum Furuya, 2008
マダコ Octopus sinensis d'Orbigny, 1841
ミサキニハイチュウ Dicyema misakiense Nouvel & Nakao, 1938
トガリニハイチュウ Dicyema acuticephalum Nouvel, 1947
ヤマトニハイチュウ Dicyema japonicum Furuya & Tsuneki, 1992
ツノモチダコ Octopus tenuicirrus (Sasaki, 1929)
イムレニハイチュウ Dicyemennea desmocephalum Furuya, 2018
ツノモチダコニハイチュウ Dicyemennea moritakii Furuya, 2018
トバニハイチュウ Dicyemennea tobaense Furuya, 2018
スイグンニハイチュウ Dicyemodeca kukii Furuya, 2018
クモダコ Paroctopus longispadiceus Sasaki, 1917
ヤマボウシニハイチュウ Dicyema cryptocephalum Furuya, 2018
カザグルマニハイチュウ Dicyema petalocephalum Furuya, 2018
カサガタニハイチュウ Dicyemennea acetabulum Furuya, 2018
イナバノニハイチュウ Dicyemennea anteronucleatu Furuya, 2018
マッコナギーニハイチュウ Dicyemennea mcconnaugheyi Furuya, 2018
オオニハイチュウ Dicyemennea megalosomum Furuya, 2018
クモダコニハイチュウ Dicyemennea leptocephalum Furuya, 2018
メンダコ Opisthoteuthis depressa Ijima & Ikeda, 1895
メンダコニハイチュウ Dicyemennea umbraculum Furuya, 2009

### 十腕形上目を宿主とするニハイチュウ類

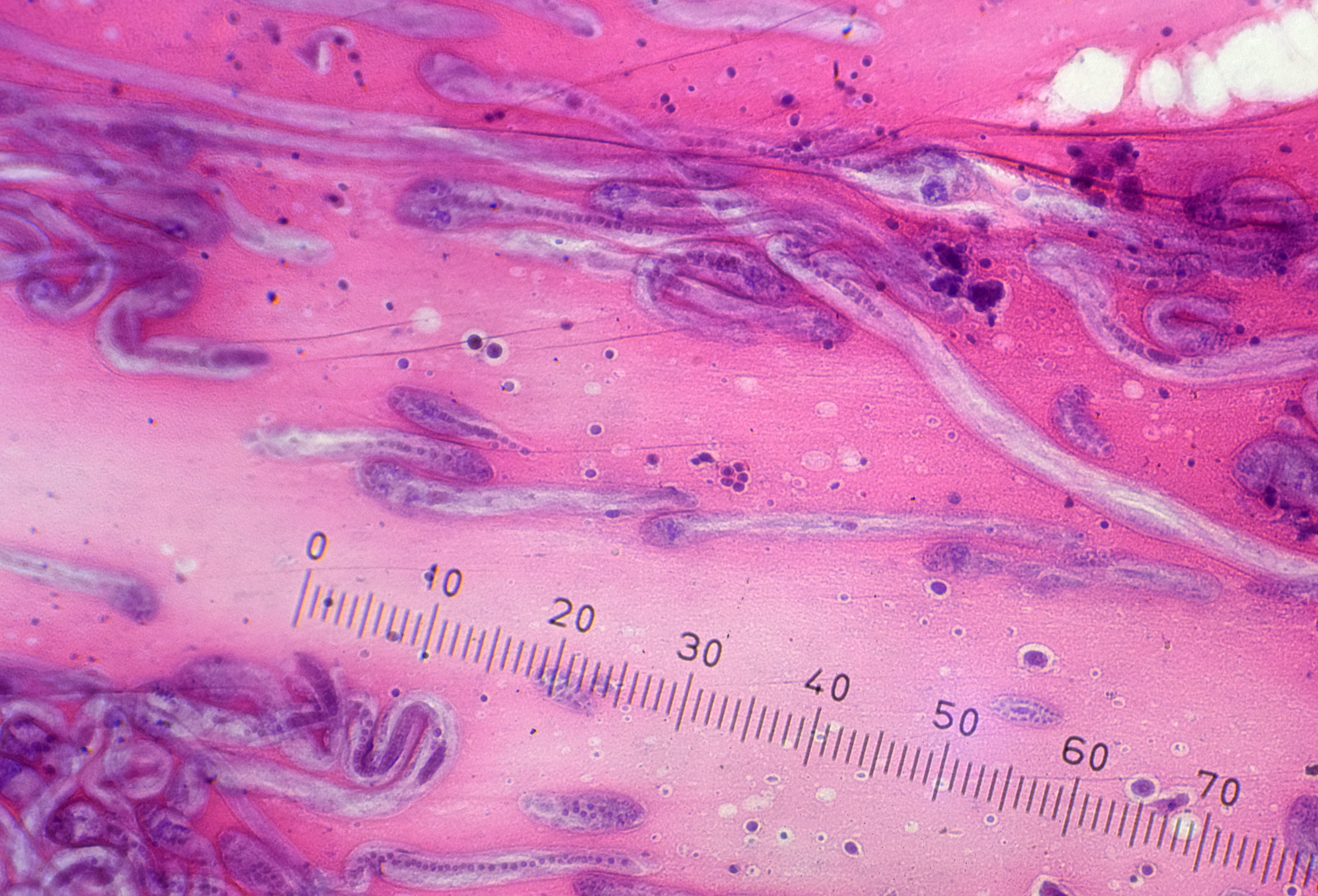
熊野灘から得られたウデボソコウイカ の腎囊内に寄生していたニハイチュウ類の未記載種 sp.

本項では十腕形上目（コウイカ類・ツツイカ類）に寄生する日本近海産ニハイチュウ類を挙げる。ほかにミミイカやギンオビイカ Sepiolina nipponensis、ウデボソコウイカ Sepia tenuipesやトサウデボソコウイカ Sepia subtenuipes、ハリイカ Sepia madokai など多くのコウイカ類からも未記載のニハイチュウ類が見つかっている。
ボウズイカ Rossia pacifica Berry, 1911
ボウズイカニハイチュウ Dicyemennea rossiae Bogolepova-Dobrokhotova, 1962
ボゴレポヴァニハイチュウ Dicyemennea brevicephaloides Bogolepova-Dobrokhotova, 1962
ヤワラボウズイカ Austrorossia bipapillata (Sasaki, 1920)
ヤワラボウズイカニハイチュウ Dicyema sp. 2 in Furuya (2020)
ハナイカ Metasepia tullbergi (Appellöf, 1886)
ハナイカニハイチュウ Dicyemennea sp. 4 in Furuya (2020)
シリヤケイカ Sepiella japonica Sasaki, 1929
シリヤケイカニハイチュウ Dicyema sepiellae Furuya, 2008
コウイカ Sepia esculenta Hoyle, 1885
フトニハイチュウ Dicyema hadrum Furuya, 1999
イトニハイチュウ Dicyema rhadinum Furuya, 1999
ムチニハイチュウ Dicyemennea mastigoides Furuya, 1999
ミナベニハイチュウ Dicyemennea minabense Furuya, 1999
コウイカニハイチュウ Pseudicyema nakaoi Furuya, 1999
コブシメ Sepia latimanus Quoy & Gaimard, 1832
コブシメニハイチュウ Dicyemennea ryukyuense Furuya, 2006
テナガコウイカ Sepia longipes Sasaki, 1913
フデニハイチュウ Dicyema oxycephalum Furuya, 2009
テナガコウイカニハイチュウ Pseudicyema cappacephalum Furuya, 2009
カミナリイカ Sepia lycidas Gray, 1849
カミナリイカニハイチュウ Dicyema licydoeceum Furuya, 1999
アオリイカ Sepioteuthis lessoniana Férussac in Lesson, 1832
アオリイカニハイチュウ Dicyema orientale Nouvel & Nakao, 1938
コシダニハイチュウ Dicyema koshidai Furuya & Tsuneki, 2005

## ヨーロッパのニハイチュウ相

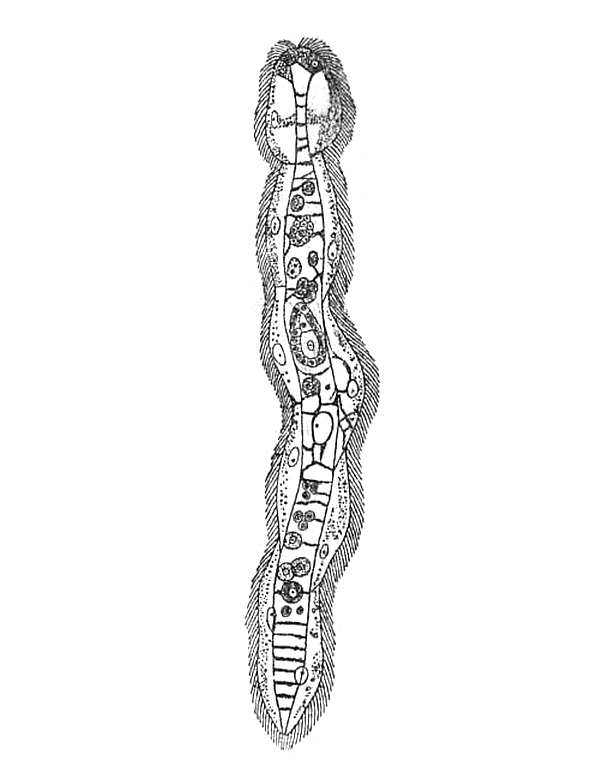
3属5種にわたる頭足類に寄生するとされるDicyema macrocephalum

ヨーロッパ沿岸の海域の多くの種の頭足類が寄生されていることが調べられている。現在まで16種のニハイチュウ類が17種の頭足類から記載され、1つの頭足類から1-4種のニハイチュウ類が記録されている。ほとんどのニハイチュウは宿主特異性を持っているが、18種のニハイチュウは比較的広い範囲の宿主を持つことが知られている。ヨーロッパのニハイチュウにおいて、例えばDicyema macrocephalum van Beneden, 1876は3属5種にわたる頭足類で現れている。広い範囲の宿主をもつ他の種では滴虫型幼生の特徴を使うことなく記載されているものが多く、そのため本当に複数の種に亘って寄生しているか確かめるためこれらの種の滴虫型幼生の細胞配置を調べる必要がある。
ヨーロッパ産のマダコOctopus vulgaris Cuvier, 1797はヨーロッパの頭足類の中で商業的に最も重要であるため、寄生虫についてよく調べられている。4種の二胚動物、Conocyema polymorpha van Beneden, 1882、Dicyema paradoxum von Kölliker, 1849、Dicyema typus van Beneden, 1876 そして Dicyemennea lameerei Nouvel, 1932 が地中海、イギリス海峡そして北東大西洋に棲息するO. vulgarisから記載されている。典型的に、2-3種のニハイチュウが宿主の種や個体に存在しているが、上記の4種は1個体のタコに同時に存在することはない。DicyemaとDicyemenneaは普通に見られ、これらの属に最も多くの種が置かれている。他の属は1属1種か数種を含むのみである。Conocyema polymorphaは不定形で外部の繊毛を欠く珍しいニハイチュウである。本種は12個の体皮細胞からなる比較的小さな種で、蠕虫型幼生は楔形で、4つの前極細胞からなる1層の特徴的な極帽をもつ。また本種では前極細胞の後方に4つの側極細胞が後極細胞の代わりに配置している。
ヨーロッパコウイカ Sepia officinalis もまたヨーロッパ諸国で商業上重要な種で、イギリス海峡および地中海に分布している。本種からもDicyemennea gracile (Wagener, 1857)、Pseudicyema truncatum (Whitman, 1883)、Dicyema whitmani Furuya & Hochberg, 1999そしてMicrocyema vespa van Beneden, 1882 という4種のニハイチュウが記載されている。M. vespa は合胞体からなり極帽が不定形の変わった種である。極帽である領域は幼生期でしか識別できない。Pseudicyema truncatum は80%近くの寄生率をもつ最も普通種である。それに対し、Dicyema whitmani はイタリアのナポリで獲られた1個体のヨーロッパコウイカからしか見つかっていない非常に稀な種である。
アメリカ合衆国および日本のニハイチュウ相はヨーロッパのニハイチュウ相と同様によく調べられている。沿岸域にコウイカ類の生息しないアメリカの頭足類相に比べ、ヨーロッパの頭足類相は日本のものとよく似ている。生態学的観点からは、ヨーロッパのマダコ O. vulgaris とヨーロッパコウイカ S. officinalis はそれぞれ、日本におけるマダコ O. sinensis とコウイカ S. esculenta とよく似ている。実際、2016年まで O. sinensis は O. vulgaris と同種と考えられていた。コウイカ S. esculenta は日本のコウイカ類において最も普通種である。しかし、Microcyema に属する種はこれらの宿主や他の日本の頭足類からは見つかっていない。このような様々な属の存在はヨーロッパのニハイチュウ相を特徴づけている。

### 凡例
宿主となる頭足類 [（あるものは）和名 学名]
それに寄生するニハイチュウ類 [学名] - 産地

### 八腕形上目を宿主とするニハイチュウ類
本項では八腕形上目（タコ類）に寄生するヨーロッパ産ニハイチュウ類を挙げる。
Bathypolypus sponsalis (P. Fischer & H. Fischer, 1892)
Dicyemodeca delamarei (Nouvel, 1961) - 地中海（スペイン）
タイセイヨウテナガダコ Callistoctopus macropus (Risso, 1826)
Dicyema paradoxum von Kölliker, 1849 - 地中海（イタリア、モナコ、フランス）
イチレツダコ Eledone cirrhosa (Lamarck, 1798)
Dicyemennea eledones (Wagener, 1857) - 北東大西洋（スウェーデン、ノルウェー）、イギリス海峡（フランス）、地中海（イタリア、フランス）
Dicyemennea lameerei Nouvel, 1932 - イギリス海峡（フランス）
ジャコウダコ Eledone moschata (Lamarck, 1798)
Dicyema moschatum Whitman, 1883 - 地中海（イタリア、フランス）
Dicyemennea eledones (Wagener, 1857) - 地中海（イタリア、フランス）
ウデボソダコ Octopus defilippi Vérany, 1851
Dicyema macrocephalum van Beneden, 1876 - 地中海（イタリア、フランス）
Octopus salutii Vérany, 1839
Dicyema banyulensis Furuya & Hochberg, 1999 - 地中海（イタリア、フランス）
Dicyema benedeni Furuya & Hochberg, 1999 - 地中海（イタリア、フランス）
Dicyemennea eledones (Wagener, 1857) - 地中海（イタリア、フランス）
Octopus vulgaris Cuvier, 1797
Conocyema polymorpha van Beneden, 1882 - 地中海（イタリア、モナコ、フランス）
Dicyema paradoxum von Kölliker, 1849 - イギリス海峡（フランス）、地中海（イタリア、フランス）
Dicyema typus van Beneden, 1876 - イギリス海峡（フランス、イギリス）、 北東大西洋（フランス）、地中海（イタリア、モナコ、フランス）
Dicyemennea lameerei Nouvel, 1932 - イギリス海峡（フランス）、 北東大西洋（フランス）、地中海（イタリア、モナコ、フランス）

### 十腕形上目を宿主とするニハイチュウ類
本項では十腕形上目（コウイカ類・ツツイカ類）に寄生するヨーロッパ産ニハイチュウ類を挙げる。
ヨーロッパヒメコウイカ Sepia elegans Blainville, 1827
Dicyema macrocephalum van Beneden, 1876 - 地中海（イタリア、モナコ、フランス）
Dicyema schulzianum (van Beneden, 1876) - 地中海（イタリア、モナコ、フランス）
ヨーロッパコウイカ Sepia officinalis Linnaeus, 1758
Dicyema whitmani Furuya & Hochberg, 1999 - 地中海（イタリア）
Dicyemennea gracile (Wagener, 1857) - イギリス海峡（フランス）、地中海（イタリア、モナコ、フランス）
Microcyema vespa van Beneden, 1882 - イギリス海峡（フランス）、地中海（イタリア、モナコ、フランス）
Pseudicyema truncatum(Whitman, 1883)  - イギリス海峡（フランス）、 北東大西洋（フランス）、地中海（イタリア、モナコ、フランス）
オルビニコウイカ Sepia orbignyana Férussac, 1826
Dicyemennea gracile (Wagener, 1857) - 地中海（フランス、スペイン）
Pseudicyema truncatum (Whitman, 1883) - 地中海（イタリア、モナコ、フランス）
チイサダンゴイカ Rondeletiola minor (Naef, 1912)
Dicyema rondeletia Nouvel, 1944 - 地中海（イタリア、モナコ、フランス）
Dicyema schulzianum (van Beneden, 1876) - 地中海（イタリア、モナコ、フランス）
ヨーロッパボウズイカ Rossia macrosoma Chiaje, 1829
Pseudicyema truncatum (Whitman, 1883) - 地中海（イタリア、モナコ、フランス）
ワスレダンゴイカ Sepetta neglecta Naef, 1916
Dicyema rondeletiolae Nouvel, 1944 - 地中海（イタリア、モナコ、フランス）
Sepietta obscura Naef, 1916
Dicyema macrocephalum van Beneden, 1876 - 地中海（イタリア、モナコ、フランス）
オウエンダンゴイカ Sepietta oweniana (d'Orbigny, 1839-1841)
Dicyema macrocephalum van Beneden, 1876 - 地中海（イタリア、モナコ、フランス）
Dicyema rondeletiolae Nouvel, 1944 - 地中海（イタリア、モナコ、フランス）
コビトダンゴイカ Sepiola rondeleti Steenstrup, 1856
Dicyema moschatum Whitman, 1883 - 地中海（モナコ、フランス）
Sepiola steenstrupiana Levy, 1912
Dicyema macrocephalum van Beneden, 1876 - 地中海（イタリア、モナコ、フランス）
Dicyema microcephalum Whitman, 1883 - 地中海（イタリア、モナコ、フランス）

## 人間との関係
人体に何らかの病害をもたらしたという報告はない。臨海実験所ではタコなどの宿主の頭足類が容易に手に入るため、ニハイチュウの観察が臨海実習のメニューになっているところもある。また、極めてユニークな特性から、生物科学の諸研究において種々の利用が可能な実験動物になることが期待されている。

### 註釈
1. ↑  綱として扱われることもある（Rhombozoa - WoRMS）。
2. ↑  その名前から二胚葉であると誤解されることがあるが、胚葉の分化はなく、系統上は三胚葉動物である。
3. ↑  旧和名。O. sinensisと分離されてからは和名は名付けられていない。

### 書籍
- Kozloff, Eugene N. (1990). Invertebrates. Saunders College Publishing. pp. 212-216. ISBN 0030462045
- 越田豊、古屋秀隆 [二胚虫類 執筆] 著、山田, 真弓 監修、青木, 淳一; 田近, 謙一 ほか 編『動物系統分類学 追補版』中山書店、2000年2月25日、28-36頁。ISBN 4521072518。
- 古屋秀隆（第Ⅱ部4章、コラム4 執筆） 著、岩槻邦男・馬渡峻輔 監修、白山義久 編集 編『無脊椎動物の多様性と系統』裳華房〈バイオディバーシティ・シリーズ〉、2000年11月30日、102-107頁。ISBN 4785358289。
- 古屋秀隆 (二胚動物・直泳動物 執筆) 著、日本動物学会 編『動物学の百科事典』丸善出版、2018年9月30日、60-61頁。ISBN 9784621303092。